# B & S Sports Cars
B & S Sports Cars war ein britischer Hersteller von Automobilen.

## Unternehmensgeschichte
Ben Sparham gründete 1988 das Unternehmen in Birmingham. Er übernahm zwei Projekte von Edward Waddington Motors und begann mit der Produktion von Automobilen und Kits. Der Markenname lautete BS. 1989 endete die Produktion. Insgesamt entstanden etwa acht Exemplare.

## Fahrzeuge
Im Angebot standen zwei Roadster. Beide Modelle wurden vom Vierzylindermotor vom Ford Cortina angetrieben. Sie waren im unteren Preissegment der Kit Cars platziert und konkurrierten mit den Modellen von Dutton Cars. Der BS Roadster folgte auf den EWM Brigand und fand etwa sechs Käufer. Der BS Sprint als Nachfolger des EWM Buccaneer kam auf etwa zwei Exemplare.